# Claustre de l'antic Convent del Carme
El Claustre de l'antic Convent del Carme d'Olot (la Garrotxa) és una obra del 1603, de dos pisos i planta quadrada irregular. Segueix l'ordre clàssic dels capitells i frisos. Les galeries cobertes amb volta de quatre arestes. Un exemple d'arquitectura renaixentista. Actualment forma part de l'Escola d'Art d'Olot.

## Descripció
El claustre consta de quatre galeries de dues plantes cada una. Les de la planta baixa, fetes de pedra i cobertes amb volta d'aresta, són formades per arcs de mig punt sobre columnes toscanes de fust llis amb els capitells dòrics. Són rematades per un fris de mètopes i tríglifs que envolta tot el pati. De les galeries altes, en canvi, només la del costat oest és de pedra i sembla respondre a l'obra de Cisterna. Els seus arcs i columnes llises amb capitells jònics són d'una gran finesa. La resta de galeries altes, segurament posteriors, són fetes de maçoneria. Els arcs són més toscos i sense motllures, i les columnes de fust prismàtic. De l'antic jardí central no se'n conserven dades; actualment és enllosat.

## Història
El convent del Carme d'Olot fou fundat l'any 1565 per frares de l'orde del Carmel, procedents de Girona, en un període d'expansió de la vila d'Olot. L'església, iniciada entre 1569 i 1572, en estil gòtic, fou restaurada posteriorment en època barroca, i ampliada amb la capella del Crist, paral·lela a la nau principal. L'element més important de l'antic convent és el claustre, bastit a finals del segle xvi o principis del XVII pel mestre de cases Llàtzer Cisterna, i es considera un dels monuments més importants del renaixement català.